# Enlil-bani
Enlil-bāni was ca. 1862-1839 v.Chr. koning van Isin. Hij regeerde zo'n 24 jaar.
Over de manier waarop hij zijn voorganger opvolgde is een in moderne ogen uiterst merkwaardig verhaal bekend. Astrologie was erg belangrijk in Mesopotamië en de voortekens van de sterrenwichelaars voor Erra-imitti waren zo ongunstig dat hij een eenvoudige tuinman als schijnkoning aanstelde. Toch sloeg het onheil toe. Niet op zijn schijnkoning maar op hemzelf. Hij stierf plotseling na het verorberen van te hete soep. Daarna bleef de schijnkoning op de troon zitten als koning Enlil-bāni. Of dit de ware toedracht was, is niet bekend, maar het past wel in wat er bekend is over de religieuze opvattingen van dit tijdperk. Maar er is wel een probleem met het verhaal, omdat het duidelijk geworden is dat Erra-imitti niet zijn directe voorganger was. Er waren nog twee koningen tussen hen die allebei maar een paar maanden geregeerd hebben en later van de koningslijst verwijderd zijn. De precieze toedracht in de jaren 1863-1862 zal misschien nooit opgehelderd worden, maar mogelijk is het schijnkoningschap een verzinsel van later bedoeld om een usurpatie goed te praten.
Bijna alle jaarnamen van Enlil-bāni zijn bekend. Zoals gebruikelijk bij jaarnamen uit Isin verwijzen zij voornamelijk naar cultische onderwerpen en niet naar politieke of militaire.